# Basilio Argiro il Mesardonite

Thema del Catepanato verso l'anno 1000.

Basilio Argiro, detto il Mesardonite (in latino: Basilios Argyros Mesardonites; X secolo – Bitonto, 1017), è stato un generale bizantino, stratega di Samo e poi catapano d'Italia dal 1010 al 1016.

## Biografia
Era membro della famiglia imperiale degli Argiri e forse fratello dello stesso Romano III.
Arrivò a Bari nel 1010, nel pieno della rivolta antibizantina di Melo di Bari, nel corso della quale era stato ucciso il catapano Giovanni Curcuas; dopo un lungo e cruento assedio, riconquistò con la forza la città (11 giugno 1011): molti baresi furono uccisi, mentre i capi degli insorti, Melo e Datto, riuscivano a fuggire. Basilio condusse a Bisanzio come prigionieri la moglie di Melo e Argiro, il suo giovane figlio.
Per assicurare la fedeltà del Catapanato d'Italia a Bisanzio, pretese formale atto di vassallaggio a nome dell'imperatore da parte del principe Guaimario III di Salerno (ottobre 1011) e da Atenolfo, abate di Monte Cassino e fratello di Pandolfo IV di Capua: con questo riuscì ad ottenere anche che il fuggitivo Datto, fosse costretto a lasciare il sicuro ricetto dell'abbazia benedettina e trovare scampo nelle terre del papa. Morì a Bitonto nel 1017.
A Basilio Mesardonite si deve la costruzione (o piuttosto il restauro e l'ampliamento) del palazzo del Catapano di Bari (sul luogo dove oggi è la basilica di San Nicola).

## Fonti
- Lupo Protospata, Chronicon
- Annales Barenses